# Слот (гурт)
«Слот» (англ. «Slot») — російський альтернативний гурт з Москви. Заснований 2 лютого 2002 року. Лауреат премій Russian Alternative Music Prize (RAMP) у номінаціях «Вокал року» (у 2005 році RAMP 2005 — Ульяна «IF» Еліна) і «Хіт року» (у 2006 і 2008 роках).

## Історія

### Початок
Після довгих пошуків вокалістки і численних прослуховувань КЕШ (Ігор Лобанов) запросив до гурту Теону Дольнікову — головну героїню мюзиклів «Метро» і «Нотр-Дам Де Парі». Теона виявилась вокалісткою широкого профілю. Вона чудово зналася на музичних напрямках і легко співала в будь-якому стилі. З нею гурт зробив свій перший демозапис. Диск складався з 5 треків: «INTRO», «Одни», «Хаос», «Бумеранг» і «Клон». Влітку 2002 року демозапис випадково потрапив до рук Іллі Углава, менеджера з маркетингу компанії Sony BMG Music Entertainment (RUS), добре знайомого з Теоною, завдяки їх спільній участі в мюзиклі «Метро». Незабаром Ілля став менеджером гурту.
Влітку того ж 2002 року були запущені, створений руками менеджера гурту, офіційний вебсайт (який змінював свій вигляд щонайменше у три рази) і, модернізована самим гуртом, сторінка на realmusic.ru, де були опубліковані ті ж п'ять пісень. Якість звучання матеріалу гурту Слот була помітно кращою за звучання переважної більшості гуртів, представлених на російській альтернативній сцені в той час. Саме цей чинник зіграв вирішальну роль у подальшому житті колективу.
Свій перший концерт група зіграла в клубі «Точка» у вересні 2002 року на заході під назвою «TWIST FEST-2».
Участь гурту в конкурсі на сайті realmusic.ru, де протягом декількох місяців публіка відкритим голосуванням вибирала найкращий з 3000 представлених треків, виявилась більш ніж вдалою. Пісня «Одни» виправдала всі очікування гурту: вона жодного разу за весь час голосування не опустилася нижче 5 місця і, врешті-решт, перемогла. Фінал конкурсу відбувся в клубі «16 тонн». З п'яти колективів, що брали участь у фіналі, журі обрало Слот. Однак, головна премія конкурсу — запис на професійній студії — виявилася лише фарсом, вигаданим організаторами. Гурт так і не отримав обіцяного призу.
Заявити про себе на всю країну гурту вдалося завдяки російському фільму-блокбастеру «Бумер». Дві пісні («Клон» і «Только бы прикалывало») побачили світ на звуковій доріжці до фільму, ставши першими офіційними записами гурту. У кінотеатрах реклама фільму йшла під пісню «Клон», але при цьому в титрах офіційний напис стверджував: „Саундтрек — Сергій Шнуров і його проект гурту «Слот»“.
4 квітня 2024 року Дар'я Ставрович оголосила про звільнення з музичного гурту «Слот» через ідеологічний конфлікт в ставленні до Російського вторгнення в Україну ,.

## Склад
- Ігор «Тренер Кеш» Лобанов — вокал
- Сергій «ID» Боголюбський — гітара
- Никита Муравьëв — бас
- Василь Горшков - барабан
- Дарья Равдина - вокал (2024—)

## Колишні учасники
- Денис «Ден» Хромих (колишній гітарист Tracktor Bowling, наразі гітарист Тараканы!) — бас
- Олексій «Профф» Назарчук (з 2014 року барабанщик Anacondaz) — барабани
- Теона «Teka» Дольнікова — вокал
- Ульяна «IF» Еліна — вокал
- Михайло «muxeu4» Корольов — бас
- Михайло «MiX» Петров — бас
- Никита «NiXon» Симонов — бас
- Кирилл «Mr Dudu» Качанов — барабан
- Дар'я «Нукі» Ставрович — вокал (2006—2024)

## Дискографія

### Альбоми
- 2003 — Slot 1
- 2004 — Slot 1 (перевидання + bonustrack «Ночной дозор»)
- 2006 — 2 войны (вокал Ульяна «IF» Єлина)
- 2007 — 2 Войны (перевидання)
- 2007 — Тринити
- 2009 — 4ever
- 2011 — F5
- 2013 — Шестой
- 2016 — Septima
- 2018 — 200 кВт

### Ремікси
- 2008 — КиСЛОТа — 1 капля
- 2015 — СЛОТ vs Johnny Beast - киСЛОТа  2

### Сингли
- 2003 — Одни
- 2006 — 2 войны
- 2007 — Мёртвые Звёзды
- 2007 — Тринити
- 2008 — Они убили Кенни
- 2009 — Alfa-Ромео + Beta-Джульетта
- 2009 — А. Н. И. М. Е.
- 2009 — Ангел О. К.
- 2010 — Доска
- 2010 — Зеркала
- 2010 — Лего
- 2011 — Kill me baby one more time
- 2011 — Сумерки
- 2012 — Одинокие люди
- 2013 — Ангел или демон
- 2013 — Поколено
- 2014 — Стёкла революции
- 2015 — Сила притяжения
- 2015 — Мочит как хочет!
- 2015 — Страх и агрессия
- 2016 — Круги на воде
- 2017 — Древнерусская душа (feat. Нейромонах Феофан)
- 2018 — На Марс!
- 2019 — Кукушка

### Мині-Альбоми
- 2010 — Mirrors (EP)
- 2015 — Бой! (EP)

### DVD
- 2008 — Live&Video («АиБ Рекордз» 2008, Концерт в рамках «Тринити-тура» в TELE-клубі Єкатеринбурга + збірник відеокліпів та бекстейдж)

### Збірники
- 2007 — Тринити
- 2007 — СЛОТ_festival v.1
- 2008 — КиСЛОТа — 1 капля
- 2008 — Extreme Girlzz Fest

### Відеокліпи
- Одни (2003)
- 2 войны (2006)
- Мертвые звезды (2007)
- Они убили Кенни (2008)
- Ангел О. К. (2009)
- Иди за звездами(feat Радистка Кэт) (2009)
- Доска (2010)
- Зеркала  (2010)
- Лего (2010)
- Kill me baby one more time (2011)
- Сумерки (2011)
- Одинокие люди (2012)
- Ангел или демон (2013)
- Если (2013)
- Просточеловек (2014)
- Бой! (2014)
- Мочит как хочет! (2015)
- Круги на воде (2016)
- На Марс! (2018)

### Саундтреки
- Бумер
- Полювання на піранью
- Бій з тінню 2: Реванш
- Ми з майбутнього
- Стрітрейсери
- Paranoia (модифікация до гри Half-Life)
- Ангел чи демон (телесеріал, Росія)
- Владіння 18 (фільм, Росія)

## Премії
- Найкращий вокал RAMP 2005 — Ульяна «IF» Єліна
- Хіт року RAMP 2006 — пісня «2 войны»
- Хіт року RAMP 2008

## Логотип
Зображення, заміщає букву О в логотипі називається кіберпацифік
.

## Громадянська позиція
Не зважаючи на власний логотип гурт неодноразово проводив концерти після аннексії Криму, що порушує закон України про незаконний перетин кордону.